# Démétrios (fils de Pythonax)
Pour les articles homonymes, voir Démétrios.
Démétrios (en grec ancien Δημήτριος / Dêmếtrios), fils de Pythonax, est un Compagnon (hétaire) d'Alexandre le Grand. Lorsqu'en 327 av. J.-C., Alexandre tente d'introduire à la cour le rituel perse de la proskynèse, Démétrios l'aurait alerté de l'opposition de Callisthène. Il est décrit par les sources comme un flatteur du roi.